# Editorial Peter Lang
Peter Lang es un grupo editorial internacional con sede en Berna, Suiza. Publica más de 1800 títulos académicos anualmente, tanto en formato impreso como digital, con una lista acumulada de más de 55 000 títulos. Además, cuenta con una colección completa de revistas en línea disponibles en Ingenta Connect y distribuye sus libros por todo el mundo a través de Kortex.

## Historia
El grupo fue fundado en 1970 por el editor suizo Peter Lang en la ciudad alemana de Fráncfort del Meno, con el nombre de Peter Lang GmbH. Aunque la sede social de la compañía está en Berna, con el tiempo se han fundado filiales en Berlín, Bruselas, Oxford, Nueva York y Viena.
Peter Lang está especializada en la publicación de textos académicos y científicos de humanidades y ciencias sociales en inglés y en alemán, aunque también se editan algunos libros en francés y en menor medida en español, italiano y portugués. Al ser una editorial académica, sus principales clientes son las bibliotecas universitarias europeas y americanas.

## Áreas de publicación
La compañía está especializada en las siguientes áreas:
- Economía y Empresas
- Educación
- Lengua y literatura inglesa
- Lengua y literatura alemana
- Lengua y literatura española
- Lengua y literatura francesa
- Historia
- Derecho
- Lingüística
- Medios de Comunicación
- Filosofía
- Política
- Novela
- Teología